# Kiladalen

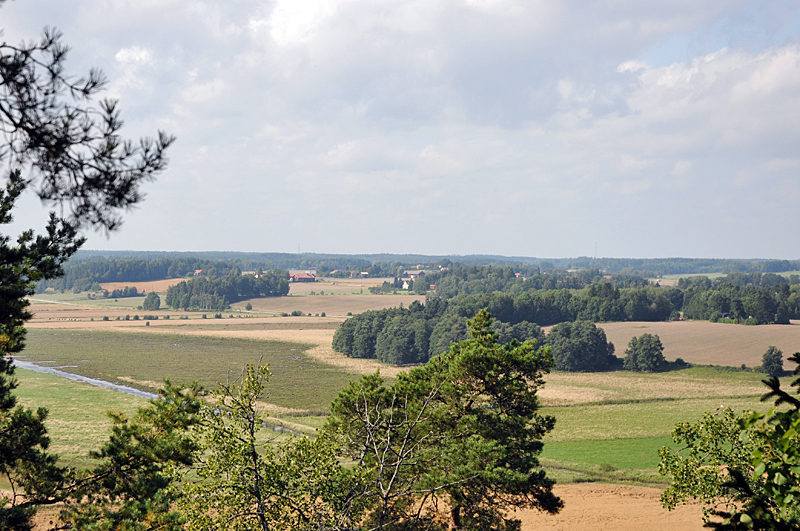
Kiladalen sedd från Berga kulle.

Markering i rött: Riksintresse för kulturmiljövården enligt Riksantikvarieämbetet.

Kiladalen är Kilaåns dalgång som sträcker sig i Södermanland från Stavsjö i sydväst till Bergshammar i nordost, väster om Nyköping. Dalgången är cirka tre mil lång och cirka två kilometer bred.
I Kiladalen finns fyra medeltida sockenkyrkor – Kila, Lunda, Tuna och Bergshammar. Samtliga ingår i Kiladalens församling.
Fram till bronsåldern var dalgången en havsvik av Östersjön. Under denna tid fanns en bygd men bosättningar främst på norra sidan av viken. 
Skärvstenshögar förekommer väster om Rinkeby i Lunda socken, norr och Smedsta och vid Bögeltorp. En bronsåldersboplats är påträffad söder om Pålstorp på gården Jäders mark. I Tuna socken finns flera bronsåldersboplatser inom villaområdet Jogersta-Svalsta, och på berghällen väster om ladugården vid Berga i Tuna socken finns hällristningar av sex skepp, två yxor och nio skålgropar. Flera bronsåldersgravar finns på höjder nära den forna stranden på bägge sidor om Kiladalen. 
Från äldre järnåldern finns några enstaka stensättningar, medan huvuddelen av gravfälten härrör från yngre järnålder. De flesta gårdarna i trakten har namn som härstammar från järnåldern. Lunda är av namnet att döma troligen ursprungligen en hednisk kultplats. Gården söder om kyrkan heter Fröberga och vid gården Rällinge i Lunda har en berömd Fröstatyett påträffats. 
Under medeltiden var Tybble, Åkersta och Grova de största byarna i trakten, men dessa har senare genom laga skifte och senare sammanslagningar av gårdar tunnats ut. Vid Rogsta i Kila socken och Kärrsta, Smedsta och Rinkeby i Lunda socken finns bevarade äldre bybebyggelse. Särskilt i Rogsta finns flera timmerbyggnaden från 1700- och 1800-talen. Även i Vallby och Kjulshammar i Lunda socken samt i Råsta i Kila socken finns äldre bebyggelse. 
Andra exempel på välbevarad bebyggelse är mangårdsbyggnaden vid Råsta i Kila socken som flyttades hit från Ålberga 1853 samt Grova och Åkersta i Lunda socken med manbyggnader från 1800-talet samt Hjermesta i Tuna socken från början av 1900-talet. Berga-Tuna är det enda säteriet inom området.
Söder om Kiladalen ligger Tuna bergslag med järnmalmsförekomst och i utkanten av dalgången ligger ruinen efter Tybble masugn, som var i bruk under 1600-talet samt Fada i Tuna socken som var kronobruk för gjutning av kanoner och kanonkulor. Det utnyttjade vattenfallet vid Fada har en fallhöjd på 32 meter och har varit brukat för kvarndrift sedan 1500-talet. Av kvarnarna finns ännu en kvar, en annan revs 1920. På platsen för en tidigare vattensåg ligger numera ett vattenkraftverk.
I Kiladalen bor 2012 cirka 5 300 personer, varav en majoritet i tätorterna Bergshammar, Svalsta, Enstaberga, Jönåker, Ålberga, Kila och Stavsjö.

## Riksintresse för kulturmiljövården
Kiladalen är av riksintresse för kulturmiljövården i Södermanlands län enligt beslut av Riksantikvarieämbetet. Motiveringen lyder "Odlingslandskap som speglar en rik och varierad bebyggelseutveckling från och med bronsåldern."